# 1983-as magyar fedett pályás atlétikai bajnokság
Az 1983-as magyar fedett pályás atlétikai bajnokság a tizedik bajnokság volt, melyet február 26. és február 27. között rendeztek Budapesten, az Budapest Sportcsarnokban. Ettől az évtől levették a műsorról a váltó és a többpróba számokat. A bajnokság nyílt volt, így külföldi versenyzők is indulhattak. A verseny az egy héttel később ugyanitt megrendezett Európa-bajnokság főpróbája volt.

## Eredmények

### Férfiak
| Versenyszám | Arany                               | Arany   | Ezüst                           | Ezüst   | Bronz                           | Bronz   |
| ----------- | ----------------------------------- | ------- | ------------------------------- | ------- | ------------------------------- | ------- |
| 60 m        | Atanasz Atanaszov Bulgária          | 6,65    | Nagy István Hevesi SE           | 6,72    | Kiss Ferenc Csepel SC           | 6,76    |
| 200 m       | Kiss Ferenc Csepel SC               | 21,48   | Babály László Debreceni MVSC    | 21,50   | Bozsidar Konsztantinov Bulgária | 21,54   |
| 400 m       | Újhelyi Sándor Újpesti Dózsa        | 47,12   | Toma Tomov Bulgária             | 47,23   | Menczer Gusztáv Bp. Spartacus   | 47,98   |
| 800 m       | Binko Kolev Bulgária                | 1:51,89 | Szabó Zsolt Diósgyőri VTK       | 1:52,02 | Gergely Béla Bakony Vegyész     | 1:52,19 |
| 1500 m      | Szabó Tamás Pécsi MSC               | 3:47,08 | Szvoboda János Ferencvárosi TC  | 3:47,46 | Szász László Miskolci VSC       | 3:47,49 |
| 3000 m      | Hrisztosz Papahrisztosz Görögország | 8:08,68 | Volford László SZEOL AK         | 8:09,09 | Jeórjiosz Petrákisz Görögország | 8:09,13 |
| 60 m gát    | Thomas Munkelt NDK                  | 7,59    | Bakos György Újpesti Dózsa      | 7,65    | Romuald Giegiel Lengyelország   | 7,71    |
| magasugrás  | Christian Popescu Románia           | 223 cm  | Daniel Albu Románia             | 223 cm  | Novica Čanović Jugoszlávia      | 220 cm  |
| rúdugrás    | Atanasz Tarev Bulgária              | 540 cm  | Salbert Ferenc Csepel SC        | 530 cm  | Makó Ernő Debreceni MVSC        | 530 cm  |
| távolugrás  | Szalma László Vasas SC              | 782 cm  | Pálóczi Gyula Nyíregyházi VSSC  | 769 cm  | Atanasz Csocsev Bulgária        | 768 cm  |
| hármasugrás | Zdzisław Hoffmann Lengyelország     | 16,48 m | Bedros Bedrosian Románia        | 16,42 m | Stanisław Oporski Lengyelország | 16,30 m |
| súlylökés   | Jordan Janev Bulgária               | 19,16 m | Szabó László Tatabányai Bányász | 19,07 m | Ladányi Zsigmond SZEOL AK       | 17,48 m |

### Nők
| Versenyszám | Arany                               | Arany   | Ezüst                         | Ezüst    | Bronz                                           | Bronz    |
| ----------- | ----------------------------------- | ------- | ----------------------------- | -------- | ----------------------------------------------- | -------- |
| 60 m        | Marlies Göhr NDK                    | 7,14    | Silke Gladisch NDK            | 7,21     | Juhász Erzsébet                                 | 7,54     |
| 200 m       | Marita Koch NDK                     | 22,64   | Juhász Erzsébet               | 24,21    | Hrács Piroska Nyíregyházi VSSC                  | 24,44    |
| 400 m       | Kirsten Siemon NDK                  | 51,62   | Roszica Sztamenova Bulgária   | 52,99    | Jordanka Ilieva Bulgária                        | 53,13    |
| 800 m       | Ágoston Zita Dunaújvárosi Kohász    | 2:10,68 | Horváth Janka Haladás         | 2:10,72  | Váczi Éva Csepel SC                             | 2:12,07  |
| 1500 m      | Jankó Ilona Ajkai Alumínium         | 4:20,20 | Komjáthy Ágnes Csepel SC      | 4:21,56  | Rogányi Izabella Pécsi MSC                      | 4:33,96  |
| 3000 m      | Újhelyi Mária Debreceni Universitas | 9:55,43 | Pék Teréz Dunaújvárosi Kohász | 10:23,35 | Tóth Noémi Dunaújvárosi Kohász                  | 10:45,75 |
| 60 m gát    | Bettine Jahn NDK                    | 7,81    | Kerstin Knabe NDK             | 8,02     | Danuta Wołosz Lengyelország                     | 8,30     |
| magasugrás  | Béla Emese Csepel SC                | 188 cm  | Niculina Vasile Románia       | 184 cm   | Juha Olga Vasas SCGubán Gabriella Újpesti Dózsa | 184 cm   |
| távolugrás  | Vanyek Zsuzsa Bp. Építők            | 653 cm  | Christine Schima NDK          | 635 cm   | Fekete Ildikó Debreceni MVSC                    | 604 cm   |
| súlylökés   | Horváth Viktória Haladás            | 15,18 m | Pallay Sándorné Diósgyőri VTK | 15,01 m  | Ursula Stäheli Svájc                            | 14,32 m  |